# Душан Антуновић
Душан Душко Антуновић (Корчула, 24. фебруар 1947 — Загреб, 16. фебруар 2012) био је југословенски ватерполиста и тренер.

## Спортска биографија
Рођен је у Корчули 24. фебруара 1947. године. Ватерполо каријеру започео је у корчуланском КПК-у 1959, за којег је играо све до 1966. године. Играчку афирмацију остварио је играјући за београдски Партизан од 1967. до 1977. Играо је у чувеној генерацији Партизана са Сандићем, Јанковићем, Перишићем, Маровићем, Беламарићем и Дабовићем, са којом је крајем 60-их и током 70-их освојио све што се може освојити у ватерполу — десетак титула првака државе, Купове Југославије и неколико пута Куп европских шампиона.
За ватерполо репрезентацију Југославије одиграо је 150 утакмица. Освојио је две бронзане медаље на Европским првенствима 1970. у Барселони и 1974. у Бечу. Двоструки је учесник Олимпијских игара, у Минхену 1972. и Монтреалу 1976. године (оба пута освојено пето место).
После завршетка играчке каријере, тренирао је Корчулу, био је тренер Партизана у два наврата, од 1978. до 1982. године и од 1987. до 1989. године. Потом је водио загребачку Младост са којом је био два пута освајач Купа европских шампиона (1989 и 1990). Био је први селектор репрезентације Хрватске, осваја сребро на Медитеранским играма 1993. године.
Преминуо је након дуге и тешке болести 16. фебруара 2012. године у Загребу.